# Shreddies

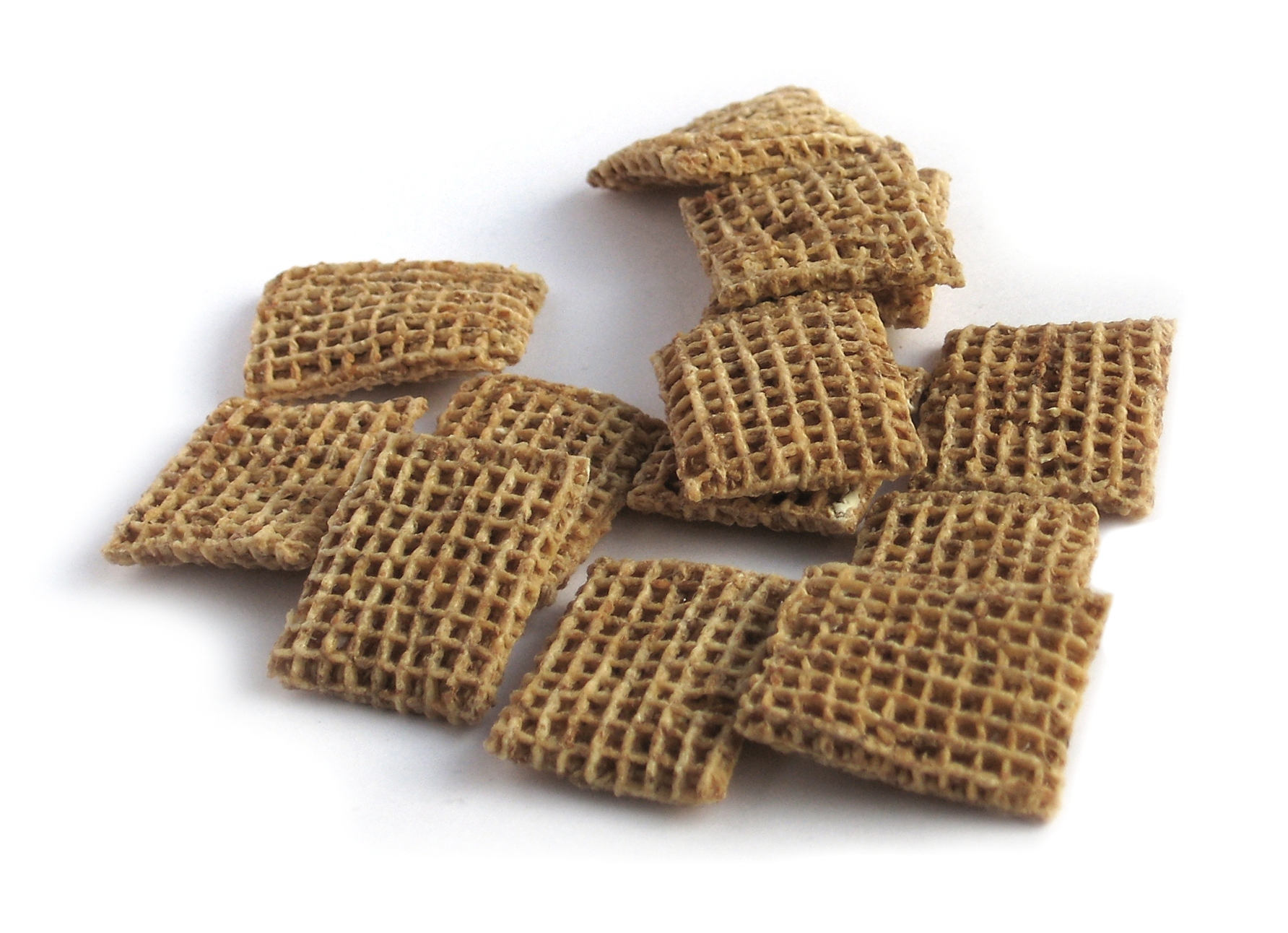
Des Shreddies.

Les Shreddies sont des céréales de petit-déjeuner vendues au Royaume-Uni, au Canada et en Nouvelle-Zélande. Elles sont fabriquées par Post Cereals et General Mills. Elles consistent en des carrés tressés de grains de blé entiers. Au Canada anglais, les Shreddies ont été connues durant plusieurs années grâce au refrain musical « Good Good Whole-Wheat Shreddies ». Elles furent produites par Nabisco jusqu'à ce que la marque soit rachetée au Canada par la compagnie Kraft Foods, en 1993.

## Fabrication
La production débute au Canada en 1939 sur Lewis Avenue à Niagara Falls en Ontario. Au Royaume-Uni, les Shreddies sont originellement produites par la division anglaise de Nabisco mais sont maintenant fabriquées par Cereal Partners, sous la marque Nestlé, à Welwyn Garden City. L'usine, ouverte en 1926, débute la fabrication de Shreddies en 1955. Elle est brièvement sous le contrôle de Rank Hovis McDougall entre 1988 et 1990, date à laquelle l'usine est vendue à Cereal Partners. L'usine de Nestlé à Staverton commence la fabrication de Shreddies en 1998 et l'ensemble de la production y sera assurée à partir de 2008.
Les Shreddies font partie des céréales aux grains entiers commercialisées avec le symbole « grain entier » (« whole grain »), dans le cadre d'une campagne de marketing mettant l'accent sur l'effet positif de leur consommation sur la santé.
Des versions sucrées et chocolatées des Shreddies sont disponibles en Grande-Bretagne sous les noms de Frosted Shreddies et Choco Shreddies. Une version à saveur de miel est également disponible depuis peu. Le slogan publicitaire utilisé par la marque en Angleterre est : « Keeps hunger locked up until lunch », qui peut se traduire par « fait taire la faim jusqu'au déjeuner ». Des barres de céréales au lait Shreddies sont également sur le marché.

## Publicité
Les mascottes des Shreddies au Canada ont été Freddie et Eddie, des Shreddies anthropomorphiques, bien que dépourvus de jambes. Autour de 1993, leur apparence a été modifiée pour les rajeunir. En effet, des cheveux et des jambes leur ont poussé, de même qu'une casquette de baseball, ajoutée aux deux personnages. À la fin des années 1990, Eddie et Freddie ont été abandonnés pour correspondre à un marché plus spécifiquement destiné aux adultes.